# Uhrynów (przystanek kolejowy)
Uhrynów (ukr. Угринів, ros. Угрынов) – przystanek kolejowy w miejscowości Uhrynów, w rejonie iwanofrankiwskim, w obwodzie iwanofrankiwskim, na Ukrainie. Położony jest na dwóch liniach: dawnej Galicyjskiej Kolei Transwersalnej oraz linii Lwów – Czerniowce.
Przystanek istniał przed II wojną światową.